# Ретенбах (Горњи Палатинат)
Ретенбах (њем. Rettenbach) град је у њемачкој савезној држави Баварска. Једно је од 38 општинских средишта округа Кам. Према процјени из 2010. у граду је живјело 1.778 становника. Посједује регионалну шифру (AGS) 9372150.

## Географски и демографски подаци
Ретенбах се налази у савезној држави Баварска у округу Кам. Град се налази на надморској висини од 576 метара. Површина општине износи 27,1 km². У самом граду је, према процјени из 2010. године, живјело 1.778 становника. Просјечна густина становништва износи 66 становника/km².